# 顾敬心
顾敬心（1907年—1989年），又名顾金鑫，男，江苏南汇（今属上海）人，中华人民共和国石油化工专家，中国民主同盟中央委员会原常务委员，辽宁省人大常委会原副主任，第二、三届全国人大代表，第二、五、六届全国政协委员。

## 生平
1928年毕业于国立中央大学化学系。1931年赴德国留学。1934年毕业于柏林工业大学化工科特许工程师学位。后在拜耳氮肥厂中央研究所任工程师。1936年获柏林工业大学工学博士学位。1937年归国，任上海同济大学化学系主任、教授。